# 曹刚 (1972年)
曹刚（1972年11月—），男，汉族，宁夏盐池人，中华人民共和国政治人物。

## 生平
1996年6月加入中国共产党，1996年7月参加工作。2003年3月，当选宁夏回族自治区团委副书记（正处级）。2004年3月，任宁夏回族自治区团委副书记、自治区青联副主席。2005年8月，任宁夏回族自治区团委副书记（副厅级）、自治区青联副主席。2006年12月，任宁夏回族自治区团委代书记、代党组书记。2007年5月，任宁夏回族自治区团委书记、党组书记。
2009年6月18日，曹刚因涉嫌违纪被自治区纪委“双规”接受调查；8月24日，因涉嫌受贿被自治区人民检察院刑事拘留，9月4日被批准逮捕。2010年6月，银川市中级人民法院对曹刚贪污受贿一案进行宣判，判处曹刚有期徒刑16年，并处没收个人财产11万元，对其违法所得一切财物予以追缴。